# Квант (летняя школа)
 Летняя школа «Квант» — проводимый в Республике Татарстан (РТ) лагерь для увлеченных учёбой и наукой старшеклассников. Школа была создана в 1972 году кандидатом физико-математических наук, доцентом Казанского федерального университета Валентиной Сочневой. В 2011 году праздновался 40-летний юбилей школы. Изначально «Квант» планировался как физико-математическая школа, в 90-х годах добавились биология, философия, разговорный английский, экономика, информатика и психология. «Сначала это были юные математики и физики, но сегодня речь идет и о ребятах, проявивших себя в других науках». Ученики школы «Квант» — победители олимпиад, лауреаты конференций, воспитанники физматшкол и учащиеся «Малого университета». Ежегодно в Кванте учатся около 150 школьников, которым преподают как опытные педагоги, так и молодые аспиранты и студенты, таким образом, с момента основания через «Квант» прошло более 6000 школьников, которые успешно работают по всему миру.

## Основная идея
Основная идея лагеря — сочетание серьезных занятий с отдыхом на природе, спортом и общением, взаимное духовное обогащение поколений. В «Кванте» старшеклассник погружается в творческую и соревновательную атмосферу, не похожую на ту, что культивируется в традиционной общеобразовательной школе. У школьника формируется новый круг общения, углубляется интерес к науке и будущей профессии. Старшеклассники здесь работают и учатся не по принуждению, а потому, что им это нравится. Попав однажды в «Квант», школьники стремятся попасть туда снова и снова, например, в качестве стажеров или вожатых. В «период застоя» «Квант» был любим ещё и за то, что, в то время как в стране это было под неофициальным запретом, в нём проходили КВНы и пелись авторские песни.
Школа «Квант», практически, не имеет аналогов в России и мире и существует, во многом, благодаря инициативе и круглогодичной работе организационной группы под руководством Сочневой.

## Метадисциплинарный подход
Опыт «Кванта» серьезно исследуется учёными. С точки зрения Ирины Сибгатуллиной, в «Кванте» реализуется метадисциплинарный подход к науке и образованию, насколько это возможно осуществить в условиях летней школы. Здесь исследовательская и олимпиадная деятельность интеллектуально увлеченных и одаренных старшеклассников, подготовка к этой деятельности и само образование школьников реально включены в жизненный уклад, в детско-взрослую общность. Реальный жизненный уклад детско-взрослой общности «Кванта» включает в себя компоненты мировоззрения, личные убеждения и идеалы, отношения с друзьями. Такая включенность школьника в реальный позитивный жизненный уклад поддерживает креативную развивающуюся научную деятельность в противоположность функционированию.

## Место проведения
Большая часть смен проводилась на базе отдыха «Кордон» , где до 2012 года располагался студенческий лагерь университета. В 1980 году «Квант» проводился совместно с лагерем «Орбиталь» при Казанском Химико-Технологическом Институте (ныне — КНИТУ). В разные годы школьники размещались в студенческом общежитии КФУ и интернатах города Казани. С 2012 года школа проводится на базе отдыха «Яльчик» КФУ. В 2018 году проводился на базе лагеря «Горьковец».

## Школы, вышедшие из недр «Кванта»
В начале 1980-х по инициативе В. А. Сочневой при университете была создана новая система работы со школьниками, получившая название «Малый Университет». Занятия со старшеклассниками проводились по вечерам практически для всех желающих. Вели занятия студенты, большинство из которых до этого работали вожатыми в лагере «Квант». В середине 80х на одном только «Малом физфаке» одновременно обучалось более 400 старшеклассников; наряду с лекциями и семинарами там проводились философские чтения, бардовские концерты и даже экспедиции на поиски следов «снежного человека». Со временем «Малый Университет» преобразовался в «Факультет Довузовского Образования» КФУ.
В 1990 году группа активных квантовцев: Сочнева, Григорьев, Шмаков, Столов организовали экспериментальную общеобразовательную школу, получившую название «Лицей при КГУ», директором которой стал один из наиболее популярных преподавателей «Кванта» и «Малого Университета» Игорь Григорьев. Спустя два года было создано ещё одно общеобразовательное учебное заведение — Академический Колледж при КГУ, директором которого стал другой квантовец — Павел Шмаков. Лицей и колледж на конкурсной основе набирали учеников старших классов и занимались с ними по экспериментальным, часто индивидуальным, программам. Ученики лицея и колледжа успешно выступают на олимпиадах и быстро составляют конкуренцию ведущим школам РТ. В отличие от выпускников «Кванта» и «Малого Университета», выпускники Лицея и Колледжа получают полноценные аттестаты о среднем образовании. В 2001 году лицей и колледж были объединены в школу под общим названием: «Лицей № 33» — ныне Лицей им. Н. И. Лобачевского при Казанском (Приволжском) федеральном университете. В 2013 году Павел Шмаков создает школу-интернат СОлНЦе, которая позиционирует себя как общеобразовательная школа для интеллектуально-увлеченных детей.
В дополнение к основному лагерю «Квант», проводимому летом, в разные годы с разным успехом организовывались «зимние» и «астрономические Кванты». В 2007—2008 годах, выходцы из «Кванта» Игорь Григорьев, Людмила Лазарева и Алексей Русаков создали два новых летних лагеря: «Дилемма» (3-7 класс) и «Спектр» (8-10 класс), с учебными направлениями физика, математика, информатика и астрономия.

## Некоторые выпускники и работники школы «Квант»
С точки зрения Сочневой, «Показатель работы школы — это количество хороших людей, которые оттуда вышли».
Среди выпускников «Кванта» — десятки исследователей, кандидатов и докторов наук, ведущих научные изыскания в России и за рубежом
.
В «Кванте» учились: Александр Малах, генеральный директор Росводоканала (2007—2009), российская поэтесса, лауреат многих поэтических премий Анна Русс, народная артистка России, учредитель фонда «Подари Жизнь» Чулпан Хаматова, директор Академического колледжа при КГУ (1992—2000) и Лицея им. Лобачевского при КФУ (2011—2013), создатель и директор школы СОлНЦе (с 2013) Павел Шмаков.
В школе «Квант» работали: Член-корреспондент академии наук Республики Татарстан Ильдар Бурханович Бадриев,
д.ф.-м.н. Борис Александрович Кац, член-корреспондент академии наук РТ Семен Рафаилович Насыров, д.ф.-м.н., воспитатель и педагог первой школы «Квант» Равиль Рашидович Нигматуллин.